# Cydnus sagittifer
Cydnopsis sagittifera
Espèce
Synonymes
- †Cydnopsis sagittifera Heer, 1853

Cydnus sagittifer est une espèce fossile d'insectes hétéroptères (les punaises) de la famille des Cydnidae et du genre Cydnus.

## Classification
L'espèce Cydnus sagittifer est décrite en 1891 par le naturaliste suisse Oswald Heer (1809-1883) sous le protonyme Cydnopsis sagittifera,. 

### Renommage
L'espèce Cydnopsis sagittifera est renommée en 1891 Cydnus sagittifer par le paléontologue allemand Bruno Förster, suivi en 1937 par le paléontologue français Nicolas Théobald.

### Ajout fossiles allemands
En 1937 le paléontologue français Nicolas Théobald (1903-1981) ajoute des fossiles allemands de Kleinkembs en Bade-Wurtemberg, confirme le renommage de 1891 et en fait une nouvelle description.

### Fossiles
Selon Paleobiology Database en 2023, trois collections de fossiles sont référencées, du Rupélien ou Oligocène inférieur au Sarmatien du Miocène moyen, une en France de Brunnstatt, décrite en 1891 Bruno Förster et deux en Allemagne, d'Oeningen décrite 1853 par Oswald Heer et l'autre de Kleinkembs décrite en 1937 par Nicolas Théobald,.

### Étymologie
L'épithète spécifique sagittifer signifie en latin « sagittaire, en forme de flèche ».

## Description

### Caractères
La diagnose de Nicolas Théobald en 1937, : Origine : Brunnstatt, Oeningen, Kleinkembs. 

« Cette espèce, déjà connue de Brunnstatt, est représentée à Kleinkembs par un échantillon (R977). Ces échantillons différents du type d'Oeningen par une taille moindre. Il est possible que les insectes de l'Oligocène du Haut-Rhin se placent dans la lignée de C. sagittifer d'Oeningen. ».

### Dimensions
La longueur totale du corps n'est pas précisée en 1937 par Nicolas Théobald.

### Affinités
« Remarque : il existe à Brunstatt d'autres espèces de Cydnus, en particulier C. parvus Förster.
L'original de C. maximus Förster du même gisement est détruit ; C. acriscutatus Förster est mal déterminé. C. cinetus Förster est mal conservé.
Des dix-sept espèces que Förster a décrites de Brunnstatt, nous n'en retenons que neuf, deux espèces particulières à Kleinkembs sont nouvelles pour les gisements du Haut-Rhin ; C. cf archaicus Meunier et C. cristatus Nov. Spec. Cydnus parvus Förster n'est connue qu'à Brunnstatt. Les huit autres espèces sont communes aux gisements de Kleinkembs et de Brunnstatt. ».

## Biologie
« Le g. Cydnus est cosmopolite. ».

## Galerie
- Cydnus aterrimus - différentes vues.

### Publication originale
- [1853] Oswald Heer, Die Insektenfauna der Tertiärgebilde von Oeningen und von Radoboj in Croatien, vol. Dritte Theil, 1853, 1-138 p.